# Карл (Валдек-Пирмонт)
Карл Кристиан фон Валдек-Пирмонт (на немски: Karl Christian Prinz zu Waldeck und Pyrmont; * 12 април 1803, Роден, Княжество Валдек-Пирмонт; † 19 юли 1846, Принценхоф близо до Клеве) е принц на Валдек-Пирмонт.

## Произход
Той е осмият син, единадесетото дете, на княз Георг I фон Валдек-Пирмонт (1747 – 1813) и съпругата му принцеса Албертина Шарлота Августа фон Шварцбург-Зондерсхаузен (1768 – 1849), дъщеря на княз Август II фон Шварцбург-Зондерсхаузен (1738 – 1806) и принцеса Христина фон Анхалт-Бернбург (1746 – 1823). Най-големият му брат Георг II (1789 – 1845) е княз на Валдек-Пирмонт.

## Фамилия
Карл Кристиан фон Валдек-Пирмонт се жени на 12 март 1841 г. в Клеве за графиня Амалия Хенриета Юлия фон Липе-Бистерфелд (* 4 април 1814, Кьолн; † 25 октомври 1879, Принценхоф), дъщеря на граф Йохан Карл фон Липе-Бистерфелд (1778 – 1844) и фрайин Бернардина фон Зобе (1784 – 1843). Те имат трима сина:
- Албрехт Георг Бернхард Карл (* 11 декември 1841, Клеве; † 11 януари 1897, дворец Тиргартен при Клеве), женен I. в Дъблин на 2 юни 1864 г. за Доротея Гаге, направена графиня фон Роден на 23 август 1867 г. (* 30 януари 1835, замък Бали; † 12 декември 1883, Хайделберг), II. в Бамберг на 8 май 1886 г. за принцеса Мария Луиза Августа фон Хоенлое-Йоринген (* 26 януари 1867, Хайделберг; † 23 юли 1945, Гаутинг до Мюнхен), внучка на 3. княз Август фон Хоенлое-Йоринген, дъщеря на принц Феликс Евгений Вилхелм Лудвиг Адалберт Карл фон Хоенлое-Йоринген (1818 – 1900); има общо седем деца
- Ерих (* 20 декември 1842, Менгерингхаузен/Бад Аролзен; † 24 октомври 1894, Пфалцдорф), женен в Будонвил, Франция, на 24 август 1869 г. за фрайин Констанца фон Фалкенер, направена на графиня фон Гребенщайн (* 13 март 1847; † 14 март 1916); има шест деца „графове фон Гребенщайн“
- Хайнрих (* 20 май 1844, Менгерингхаузен; † 12 ноември 1902, Визбаден), женен в Меерхолц на 8 септември 1881 г. за графиня Августа Доротея Текла Мария Амалия Агнес Тереза Елиза фон Изенбург-Бюдинген-Филипсайх (* 7 февруари 1861, Меерхолц; † 12 юни 1931, Визбаден), дъщеря на граф Георг Казимир Фридрих Лудвиг фон Изенбург-Бюдинген-Филипсайх (1794 – 1875); няма деца